# Lindsey Kraft
Lindsey Brooke Kraft (Manhasset, 23 gennaio 1983) è un'attrice statunitense.

## Biografia
Attiva principalmente in campo televisivo, è divenuta conosciuta grazie al ruolo di Marguerite Macaw nella serie televisiva Getting On e quello si Leslie Curry in Living Biblically.

## Filmografia

### Cinema
- Epic Movie, regia di Aaron Seltzer e Jason Friedberg (2007)
- Un marito di troppo (Accidental Husband), regia di Griffin Dunne (2008)
- Provetta d'amore (The Babymakers), regia di Jay Chandrasekhar (2012)
- Nostalgia, regia di Mark Pellington (2018)
- A Futile and Stupid Gesture, regia di David Wain (2018)

### Televisione
- Law & Order - Unità vittime speciali (Law & Order: Special Victims Unit) – serie TV, episodi 4x21 e 12x13 (2003, 2011)
- Law & Order - Il verdetto (Law & Order: Trial by Jury) – serie TV, episodio 1x06 (2005)
- Squadra emergenza (Third Watch) – serie TV, 3 episodi (2005)
- I Soprano (The Sopranos) – serie TV, episodio 6x08 (2006)
- Senza traccia (Without a Trace) – serie TV, episodio 5x09 (2006)
- Southland – serie TV, episodi 1x06-1x07 (2009)
- Lie to Me – serie TV, episodio 3x05 (2010)
- Happy Endings – serie TV, episodio 2x13 (2012)
- Desperate Housewives – serie TV, episodio 8x23 (2012)
- The Newsroom – serie TV, episodio 1x09 (2012)
- The Mob Doctor – serie TV, 3 episodi (2012-2013)
- Guys with Kids – serie TV, episodio 1x12 (2013)
- Men at Work – serie TV, episodio 2x10 (2013)
- Getting On – serie TV, 14 episodi (2013-2015)
- Grey's Anatomy – serie TV, episodio 10x14 (2014)
- 2 Broke Girls – serie TV, episodio 3x19 (2014)
- Mixology – serie TV, episodio 1x04 (2014)
- Veep - Vicepresidente incompetente (Veep) – serie TV, episodio 3x04 (2014)
- Franklin & Bash – serie TV, episodio 4x10 (2014)
- Chasing Life – serie TV, episodio 1x18 (2015)
- Workaholics – serie TV, episodio 5x08 (2015)
- Backstrom – serie TV, episodio 1x10 (2015)
- NCIS - Unità anticrimine (NCIS) – serie TV, episodi 12x12 e 12x23 (2015)
- Wayward Pines – serie TV, episodio 1x02 (2015)
- Bones – serie TV, episodio 10x22 (2015)
- Childrens Hospital – serie TV, episodio 6x13 (2015)
- Suits – serie TV, episodio 5x05 (2015)
- Lethal Weapon – serie TV, episodio 1x08 (2016)
- The Ranch – serie TV, episodi 1x03 e 3x04 (2016-2018)
- Modern Family – serie TV, episodio 8x20 (2017)
- Grace and Frankie – serie TV, 27 episodi (2017-2022)
- Living Biblically – serie TV, 13 episodi (2018)
- The Conners – serie TV, episodi 1x02 e 2x02 (2018-2019)
- Dirty John – serie TV, 3 episodi (2018-2019)
- The Big Bang Theory[2] – serie TV, episodi 12x12 e 12x15 (2019)
- Fam – serie TV, episodio 1x13 (2019)
- Why Women Kill – serie TV, 5 episodi (2019-2021)
- The Good Doctor – serie TV, episodio 4x5 (2020)
- Loro (Them) – serie TV, episodi 1x01-1x02 (2021)
- The Shrink Next Door – miniserie TV, episodio 1x01 (2021)
- Mythic Quest – serie TV, episodio 3x07 (2022)
- How I Met Your Father – serie TV, episodio 1x10 (2022)
- The Rookie: Feds – serie TV, episodio 1x19 (2023)

## Doppiatrici italiane
Nelle versioni in italiano delle opere in cui ha recitato, Lindsey Kraft è stata doppiata da:
- Paola Majano in Law & Order: unità speciale (ep. 4x21), Modern Family
- Emanuela Damasio in NCIS - Unità anticrimine, The Big Bang Theory
- Eleonora Reti in Loro, Grace and Frankie
- Daniela Calò in Law & Order - Unità vittime speciali (ep. 12x13)
- Claudia Catani in Desperate Housewives
- Ilaria Latini in Living Biblically
- Gemma Donati in Suits
- Francesca Manicone in The Good Doctor
- Annalisa Usai in How I Met Your Father